# Водное поло на летней Спартакиаде народов СССР 1956
Турнир I летней Спартакиады народов СССР по водному поло был проведён с 6 по 15 августа 1956 года в Москве. Соревнования также имели статус XVI чемпионата СССР.
В турнире приняли участие 18 сборных команд от 15 союзных республик, Карельской АССР и городов Москвы и Ленинграда. Соревнования проводились в два этапа — предварительный и финальный. Игры проходили в открытом бассейне Центрального стадиона имени В. И. Ленина и в крытом бассейне ЦСК МО на Ленинградском шоссе. Победителем стала сборная Москвы.

## Предварительный этап
18 команд были разбиты на три подгруппы, внутри которых провели турнир по круговой системе. Два победителя групп выходили в финальный турнир за 1—6-е места, команды, занявшие третье и четвёртое место — в турнир за 7—12-е места, остальные — в турнир за 13—18-е места. При равенстве очков места, занятые командами в группах, определялись по результату личной встречи, а в случае ничьей — по общему соотношению забитых и пропущенных мячей.

### Первая подгруппа
|                        | 1    | 2    | 3    | 4    | 5    | 6    | И | В | Н | П | М     | О  |
| ---------------------- | ---- | ---- | ---- | ---- | ---- | ---- | - | - | - | - | ----- | -- |
| 1. Москва              |      | 5:2  | 6:2  | 14:0 | 14:0 | 21:0 | 5 | 5 | 0 | 0 | 60:4  | 10 |
| 2. Азербайджанская ССР | 2:5  |      | 8:1  | 6:2  | 14:1 | 8:0  | 5 | 4 | 0 | 1 | 38:9  | 8  |
| 3. Белорусская ССР     | 2:6  | 1:8  |      | 4:4  | 7:1  | 10:1 | 5 | 2 | 1 | 2 | 24:20 | 5  |
| 4. Молдавская ССР      | 0:14 | 2:6  | 4:4  |      | 3:3  | 4:2  | 5 | 1 | 2 | 2 | 13:29 | 4  |
| 5. Армянская ССР       | 0:14 | 1:14 | 1:7  | 3:3  |      | 5:1  | 5 | 1 | 1 | 3 | 10:39 | 3  |
| 6. Туркменская ССР     | 0:21 | 0:8  | 1:10 | 2:4  | 1:5  |      | 5 | 0 | 0 | 5 | 4:48  | 0  |

6 августа
- Белорусская ССР — Молдавская ССР — 4:4
- Москва — Туркменская ССР — 21:0
- Азербайджанская ССР — Армянская ССР — 14:1

7 августа
- Азербайджанская ССР — Молдавская ССР — 6:2
- Москва — Армянская ССР — 14:0
- Белорусская ССР — Туркменская ССР — 10:1

8 августа
- Москва — Азербайджанская ССР — 5:2
- Белорусская ССР — Армянская ССР — 7:1
- Молдавская ССР — Туркменская ССР — 4:2

9 августа
- Азербайджанская ССР — Белорусская ССР — 8:1
- Москва — Молдавская ССР — 14:0
- Армянская ССР — Туркменская ССР — 5:1

10 августа
- Москва — Белорусская ССР — 6:2
- Азербайджанская ССР — Туркменская ССР — 8:0
- Армянская ССР — Молдавская ССР — 3:3

### Вторая подгруппа
|                    | 1    | 2    | 3    | 4    | 5    | 6    | И | В | Н | П | М     | О |
| ------------------ | ---- | ---- | ---- | ---- | ---- | ---- | - | - | - | - | ----- | - |
| 1. Грузинская ССР  |      | 4:4  | 12:0 | 8:1  | 9:0  | 11:0 | 5 | 4 | 1 | 0 | 44:5  | 9 |
| 2. Украинская ССР  | 4:4  |      | 9:1  | 10:0 | 11:0 | 11:1 | 5 | 4 | 1 | 0 | 45:6  | 9 |
| 3. Казахская ССР   | 0:12 | 1:9  |      | 3:2  | 4:3  | 6:1  | 5 | 3 | 0 | 2 | 14:27 | 6 |
| 4. Таджикская ССР  | 1:8  | 0:10 | 2:3  |      | 5:4  | 4:2  | 5 | 2 | 0 | 3 | 12:27 | 4 |
| 5. Карельская АССР | 0:9  | 0:11 | 3:4  | 4:5  |      | 4:2  | 5 | 1 | 0 | 4 | 11:31 | 2 |
| 6. Латвийская ССР  | 0:11 | 1:11 | 1:6  | 2:4  | 2:4  |      | 5 | 0 | 0 | 5 | 6:36  | 0 |

6 августа
- Украинская ССР — Казахская ССР — 9:1
- Таджикская ССР — Латвийская ССР — 4:2
- Грузинская ССР — Карельская АССР — 9:0

7 августа
- Грузинская ССР — Украинская ССР — 4:4
- Карельская АССР — Латвийская ССР — 4:2
- Казахская ССР — Таджикская ССР — 3:2

8 августа
- Казахская ССР — Карельская АССР — 4:3
- Украинская ССР — Таджикская ССР — 10:0
- Грузинская ССР — Латвийская ССР — 11:0

9 августа
- Украинская ССР — Латвийская ССР — 11:1
- Грузинская ССР — Казахская ССР — 12:0
- Таджикская ССР — Карельская АССР — 5:4

10 августа
- Казахская ССР — Латвийская ССР — 6:1
- Грузинская ССР — Таджикская ССР — 8:1
- Украинская ССР — Карельская АССР — 11:0

### Третья подгруппа
|                   | 1    | 2    | 3   | 4    | 5    | 6    | И | В | Н | П | М     | О  |
| ----------------- | ---- | ---- | --- | ---- | ---- | ---- | - | - | - | - | ----- | -- |
| 1. РСФСР          |      | 3:2  | 4:3 | 4:1  | 6:0  | 12:0 | 5 | 5 | 0 | 0 | 29:6  | 10 |
| 2. Ленинград      | 2:3  |      | 4:0 | 10:0 | 10:1 | 16:1 | 5 | 4 | 0 | 1 | 42:5  | 8  |
| 3. Эстонская ССР  | 3:4  | 0:4  |     | 5:2  | 1:0  | 9:0  | 5 | 3 | 0 | 2 | 18:10 | 6  |
| 4. Узбекская ССР  | 1:4  | 0:10 | 2:5 |      | 4:2  | 3:1  | 5 | 2 | 0 | 3 | 10:22 | 4  |
| 5. Литовская ССР  | 0:6  | 1:10 | 0:1 | 2:4  |      | 5:2  | 5 | 1 | 0 | 4 | 8:23  | 2  |
| 6. Киргизская ССР | 0:12 | 1:16 | 0:9 | 1:3  | 2:5  |      | 5 | 0 | 0 | 5 | 4:45  | 0  |

6 августа
- Ленинград — Узбекская ССР — 10:0
- РСФСР — Литовская ССР — 6:0
- Эстонская ССР — Киргизская ССР — 9:0

7 августа
- Ленинград — Киргизская ССР — 16:1
- РСФСР — Эстонская ССР — 4:3
- Узбекская ССР — Литовская ССР — 4:2

8 августа
- Ленинград — Литовская ССР — 10:1
- РСФСР — Киргизская ССР — 12:0
- Эстонская ССР — Узбекская ССР — 5:2

9 августа
- РСФСР — Ленинград — 3:2
- Узбекская ССР — Киргизская ССР — 3:1
- Эстонская ССР — Литовская ССР — 1:0

10 августа
- Ленинград — Эстонская ССР — 4:0
- РСФСР — Узбекская ССР — 4:1
- Литовская ССР — Киргизская ССР — 5:2

## Финальный этап
Результаты матчей между командами, встречавшимися друг с другом на предварительном этапе, были засчитаны на финальном этапе. В таблицах эти результаты показаны курсивом.

### За 1—6-е места
|                        | 1   | 2   | 3   | 4   | 5   | 6   | И | В | Н | П | М     | О  |
| ---------------------- | --- | --- | --- | --- | --- | --- | - | - | - | - | ----- | -- |
| 1. Москва              |     | 5:2 | 5:2 | 4:1 | 7:1 | 7:1 | 5 | 5 | 0 | 0 | 28:7  | 10 |
| 2. Грузинская ССР      | 2:5 |     | 2:2 | 3:3 | 4:4 | 4:1 | 5 | 1 | 3 | 1 | 15:15 | 5  |
| 3. Азербайджанская ССР | 2:5 | 2:2 |     | 3:3 | 2:0 | 1:1 | 5 | 1 | 3 | 1 | 10:11 | 5  |
| 4. Ленинград           | 1:4 | 3:3 | 3:3 |     | 3:2 | 2:3 | 5 | 1 | 2 | 2 | 12:15 | 4  |
| 5. Украинская ССР      | 1:7 | 4:4 | 0:2 | 2:3 |     | 4:0 | 5 | 1 | 1 | 3 | 11:16 | 3  |
| 6. РСФСР               | 1:7 | 1:4 | 1:1 | 3:2 | 0:4 |     | 5 | 1 | 1 | 3 | 6:18  | 3  |

12 августа
- Москва — РСФСР — 7:1
- Азербайджанская ССР — Украинская ССР — 2:0
- Грузинская ССР — Ленинград — 3:3

13 августа
- Азербайджанская ССР — Грузинская ССР — 2:2
- Украинская ССР — РСФСР — 4:0
- Москва — Ленинград — 4:1

14 августа
- Москва — Грузинская ССР — 5:2
- Ленинград — Украинская ССР — 3:2
- РСФСР — Азербайджанская ССР — 1:1

15 августа
- Грузинская ССР — РСФСР — 4:1
- Москва — Украинская ССР — 7:1
- Азербайджанская ССР — Ленинград — 3:3

### За 7—12-е места
|                    | 7   | 8   | 9   | 10  | 11  | 12  | И | В | Н | П | М     | О |
| ------------------ | --- | --- | --- | --- | --- | --- | - | - | - | - | ----- | - |
| 7. Белорусская ССР |     | 5:3 | 3:2 | 2:2 | 4:4 | 7:3 | 5 | 3 | 2 | 0 | 21:14 | 8 |
| 8. Эстонская ССР   | 3:5 |     | 7:2 | 5:2 | 3:2 | 5:1 | 5 | 4 | 0 | 1 | 23:12 | 8 |
| 9. Таджикская ССР  | 2:3 | 2:7 |     | 3:2 | 5:2 | 2:3 | 5 | 2 | 0 | 3 | 14:17 | 4 |
| 10. Узбекская ССР  | 2:2 | 2:5 | 2:3 |     | 1:1 | 3:1 | 5 | 1 | 2 | 2 | 10:12 | 4 |
| 11. Молдавская ССР | 4:4 | 2:3 | 2:5 | 1:1 |     | 5:0 | 5 | 1 | 2 | 2 | 14:13 | 4 |
| 12. Казахская ССР  | 3:7 | 1:5 | 3:2 | 1:3 | 0:5 |     | 5 | 1 | 0 | 4 | 8:22  | 2 |

9—11-е места для трёх команд, набравших по 4 очка, распределены по соотношению забитых и пропущенных мячей в играх между ними (Таджикская ССР — 8:4, Узбекская ССР — 3:4, Молдавская ССР — 3:6).
12 августа
- Белорусская ССР — Казахская ССР — 7:3
- Эстонская ССР — Молдавская ССР — 3:2
- Таджикская ССР — Узбекская ССР — 3:2

13 августа
- Белорусская ССР — Эстонская ССР — 5:3
- Таджикская ССР — Молдавская ССР — 5:2
- Узбекская ССР — Казахская ССР — 3:1

14 августа
- Эстонская ССР — Казахская ССР — 5:1
- Молдавская ССР — Узбекская ССР — 1:1
- Белорусская ССР — Таджикская ССР — 3:2

15 августа
- Узбекская ССР — Белорусская ССР — 2:2
- Молдавская ССР — Казахская ССР — 5:0
- Эстонская ССР — Таджикская ССР — 7:2

### За 13—18-е места
|                     | 13  | 14  | 15  | 16  | 17  | 18  | И | В | Н | П | М     | О |
| ------------------- | --- | --- | --- | --- | --- | --- | - | - | - | - | ----- | - |
| 13. Армянская ССР   |     | 4:4 | 4:2 | 4:2 | 5:2 | 5:1 | 5 | 4 | 1 | 0 | 22:11 | 9 |
| 14. Литовская ССР   | 4:4 |     | 3:3 | 2:0 | 5:2 | 5:0 | 5 | 3 | 2 | 0 | 19:9  | 8 |
| 15. Карельская АССР | 2:4 | 3:3 |     | 4:2 | 4:3 | 6:0 | 5 | 3 | 1 | 1 | 19:12 | 7 |
| 16. Латвийская ССР  | 2:4 | 0:2 | 2:4 |     | 2:1 | 3:2 | 5 | 2 | 0 | 3 | 9:13  | 4 |
| 17. Киргизская ССР  | 2:5 | 2:5 | 3:4 | 1:2 |     | 2:1 | 5 | 1 | 0 | 4 | 10:17 | 2 |
| 18. Туркменская ССР | 1:5 | 0:5 | 0:6 | 2:3 | 1:2 |     | 5 | 0 | 0 | 5 | 4:21  | 0 |

12 августа
- Армянская ССР — Киргизская ССР — 5:2
- Литовская ССР — Латвийская ССР — 2:0
- Карельская АССР — Туркменская ССР — 6:0

13 августа
- Армянская ССР — Карельская АССР — 4:2
- Литовская ССР — Туркменская ССР — 5:0
- Латвийская ССР — Киргизская ССР — 2:1

14 августа
- Армянская ССР — Латвийская ССР — 4:2
- Карельская АССР — Литовская ССР — 3:3
- Киргизская ССР — Туркменская ССР — 2:1

15 августа
- Литовская ССР — Армянская ССР — 4:4
- Латвийская ССР — Туркменская ССР — 3:2
- Карельская АССР — Киргизская ССР — 4:3

## Чемпионы
Москва: Виктор Агеев, Пётр Бреус, Борис Гойхман, Анатолий Карташов, Вячеслав Куренной, Георгий Лезин, Пётр Мшвениерадзе, Валентин Прокопов, Владимир Рашмаджян, Михаил Рыжак, Юрий Шляпин. Тренер — Виталий Ушаков.